# یلوه پهلوحنایی
یلوه پهلوحنایی (نام علمی: Laterallus melanophaius) نام یک گونه از سرده یلوه‌های کوچک است.